# Acolobus albimanus
Acolobus albimanus är en stekelart som först beskrevs av Johann Ludwig Christian Gravenhorst 1829.  Acolobus albimanus ingår i släktet Acolobus och familjen brokparasitsteklar. Arten är reproducerande i Sverige. Inga underarter finns listade i Catalogue of Life.